# Julio Libonatti
Julio Libonatti (5 de juliol de 1901 - 9 d'octubre de 1981) fou un futbolista argentí, nacionalitzat italià, dels anys 1920 i 1930.
Nascut a Rosario, el seu primer club fou el Newell's Old Boys de la seva ciutat natal, on jugà fins a l'any 1925. Aquest any marxà a Itàlia a jugar al Torino FC. Al club torinès hi jugà nou temporades i guanyà dues lligues els anys 1926-1927 i 1927-1928, malgrat la primera d'elles fou finalment revocada. Posteriorment jugà dues temporades més al Genoa CFC.
Fou internacional amb la selecció argentina i posteriorment amb la italiana. Amb l'Argentina fou campió de la Copa Amèrica de futbol de 1921.